# Timandra aganopis
Timandra aganopis är en fjärilsart som beskrevs av Louis Beethoven Prout 1931. Timandra aganopis ingår i släktet Timandra och familjen mätare. Inga underarter finns listade i Catalogue of Life.